# Sistrurus catenatus
Espèce
Synonymes
- Crotalinus catenatus Rafinesque, 1818
- Crotalus tergeminus Say, 1823
- Crotalus messasaugus Kirtland, 1838
- Crotalophorus edwardsii Baird & Girard, 1853

Statut de conservation UICN

 LC  : Préoccupation mineure
Sistrurus catenatus, parfois appelé Massasauga, est une espèce de serpents de la famille des Viperidae.

## Répartition

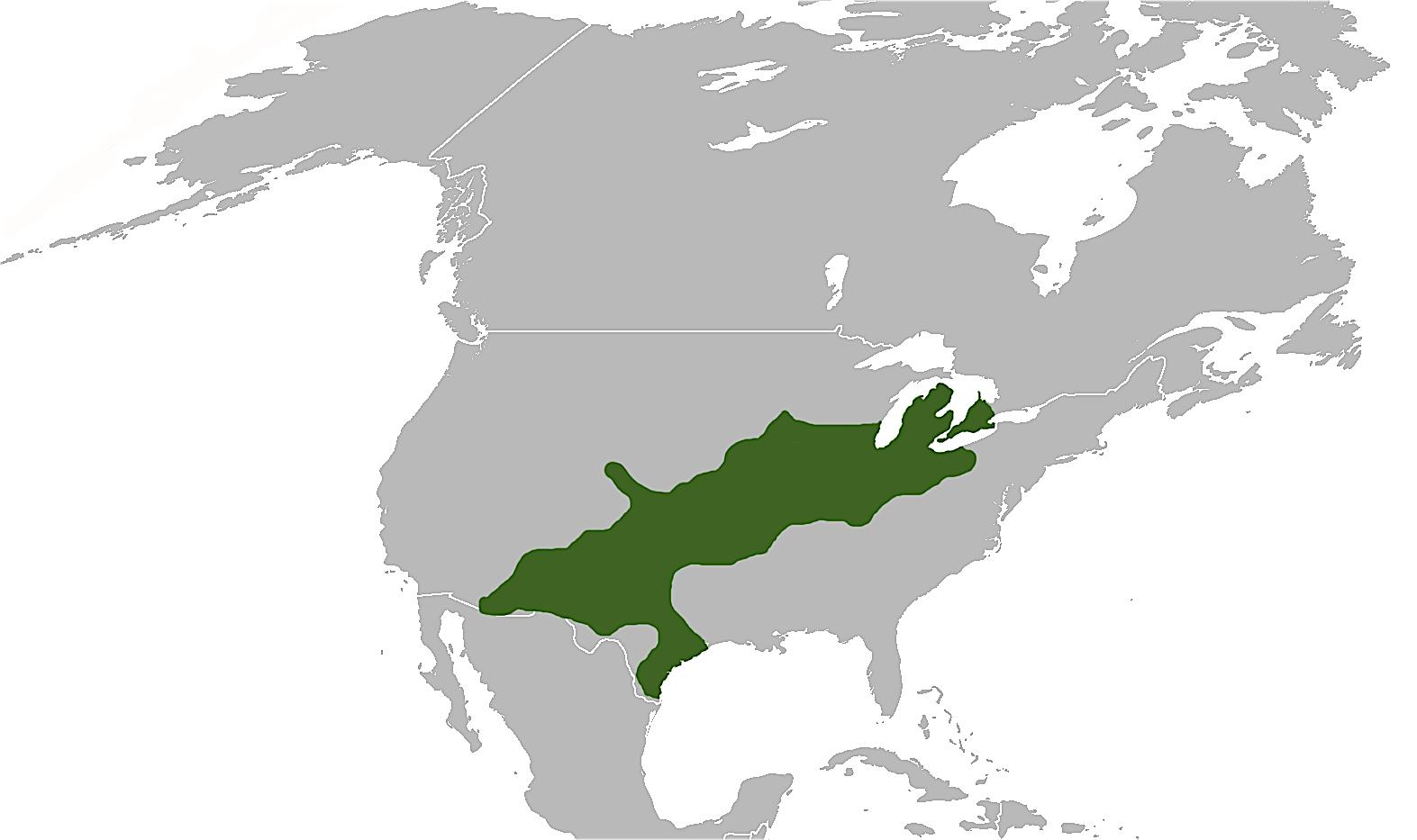
distribution

Cette espèce se rencontre :
- au Canada en Ontario ;
- dans le centre des États-Unis ;
- dans le nord du Mexique.

Elle est inscrite sur la liste des espèces en péril au Canada où elle fait l'objet d'un programme de rétablissement.

## Description

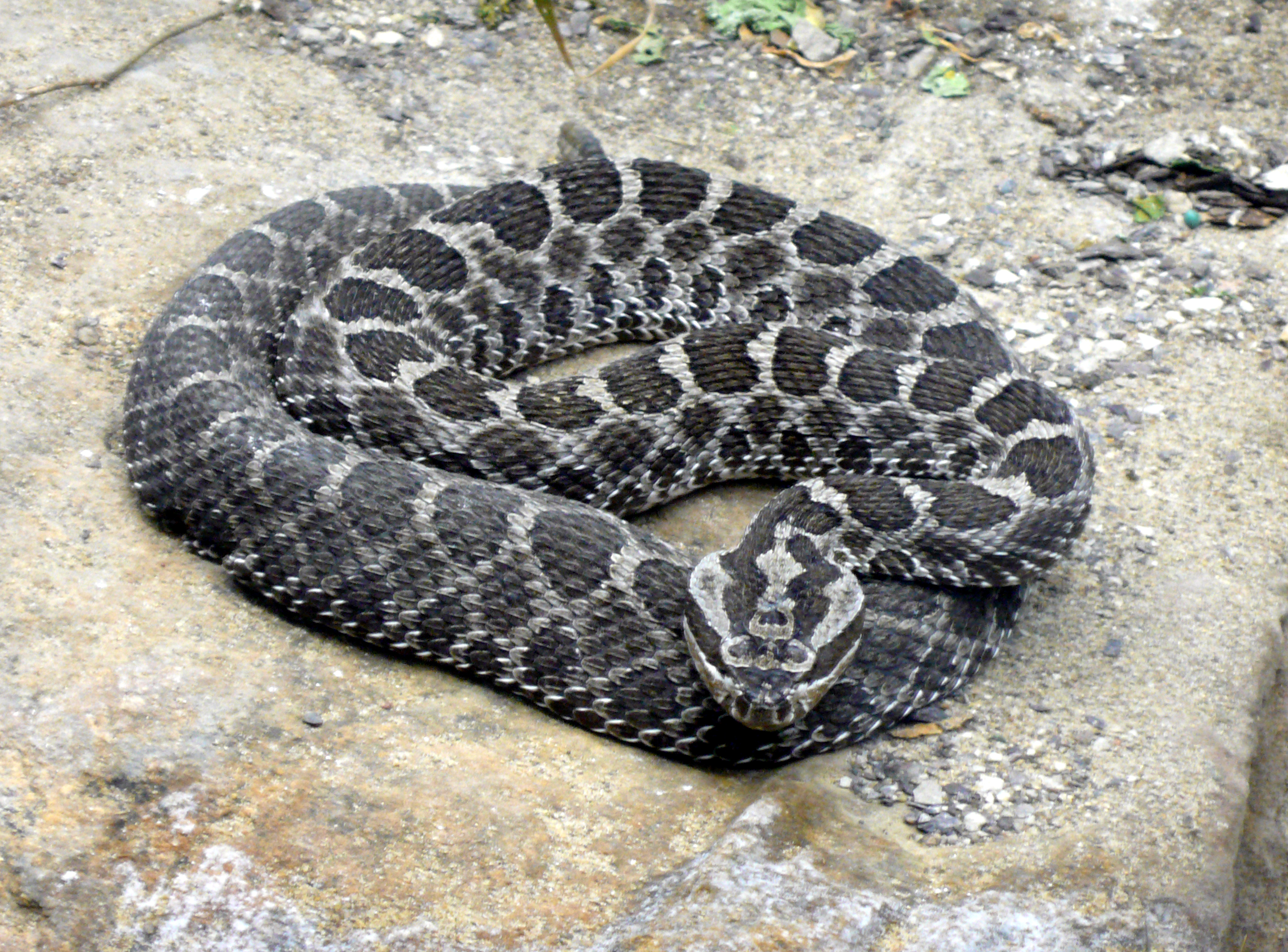

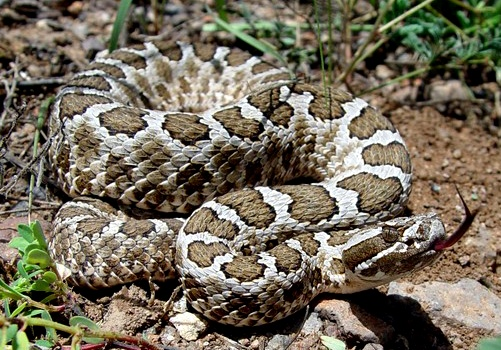

C'est un serpent venimeux qui atteint 45 à 75 cm. Il est gris clair avec des motifs plus sombres, brun ou gris, en forme de losange parfois très denses.

## Liste des sous-espèces
Selon The Reptile Database (21 sept. 2011) :
- Sistrurus catenatus catenatus (Rafinesque, 1818)
- Sistrurus catenatus edwardsi (Baird & Girard, 1853)
- Sistrurus catenatus tergeminus (Say, 1823)

## Publications originales
- Baird & Girard, 1853 : Catalogue of North American Reptiles in the Museum of the Smithsonian Institution. Part 1.-Serpents. Smithsonian Institution, Washington, p. 1-172 (texte intégral).
- Rafinesque, 1818 : Further accounts of discoveries in natural history in the western states. The American Monthly Magazine and Critical Review, vol. 4, no 5, p. 39-42 (texte intégral).
- Say in James, 1823 : Account of an expedition from Pittsburgh to the Rocky Mountains, performed in the years 1819 and '20 : by order of the Hon. J.C. Calhoun, sec'y of war: under the command of Major Stephen H. Long. From the notes of Major Long, Mr. T. Say, and other gentlemen of the exploring party, vol. 2, p. 1-356 (texte intégral).